# أندريس موسكيتي
أندريس موسكيتي (تلفظ بالإسبانية: ‎/musˈkjeti/‏;) (ولد في 26 أغسطس 1973) وعادة ما يعرف باسم أندي موشيتي، هو مخرج أفلام وكاتب سيناريو أرجنتيني، عرف بإخراجه لفيلم الرعب ماما وكذلك فيلم الرعب الشيء الصادر عام 2017 والمستند على رواية تحمل نفس الاسم للكاتب ستيفن كينغ.

## الحياة المهنية
في عام 2013، أصدر موشيتي فيلمه الأول، وهو فيلم الرعب الخارق ماما، الذي شارك في كتابته مع نيل كروس وشقيقته باربرا موشيتي.
استند الفيلم إلى فيلم قصير مدته ثلاث دقائق من إبداع موشيتي، والذي أثار إعجاب المخرج جييرمو ديل تورو، الذي ذكر أن الفيلم تضمن مشاهد هي «الأكثر رعباً» مقارنة بأي فيلم شاهده من قبل.
الفيلم القصير أقنع المخرج ديل تورو بإنتاج الفيلم المطول، وهو من بطولة جيسيكا شاستاين ونيكولاي كوستر والداو وميجان شاربنتير وإيزابيل نيليس، وأصدرته شركة يونيفرسال بيكتشرز في 18 يناير 2013. وحصد الفيلم أكثر من 146 مليون دولار أمريكي، بينما بلغت ميزانيته 15 مليون دولار أمريكي، كما تلقى الفيلم مراجعات إيجابية من النقاد والجمهور، فعلى موقع IMDB حصل الفيلم على تقييم 7.8 بينما حصل الفيلم على تقييم 85% في موقع روتن توميتوز وذلك استنادًا إلى 274 مراجعة نقدية.
في سبتمبر 2013، تعاونت يونيفرسال بيكتشرز مع موشيتي لإعادة إنتاج سلسلة أفلام المومياء، لكنه غادر المشروع في مايو 2014 بسبب خلافات إبداعية مع جون سبايتس حول السيناريو.
في يوليو 2015، بعد رحيل كاري فوكوناجا، تم تعيين موشيتيي من قبل نيو لاين سينما لإخراج فيلم الشيء (2017)، المستند على رواية بنفس الاسم للكاتب ستيفن كينغ.
في 2020، كان جزء من طاقم إنتاج مسلسل لوك & كي.

## حياته الشخصية
شقيقة موشيتي، باربرا موشيتي، هي أيضًا كاتبة ومنتجة سينمائية وهو من أصل إيطالي. 

## أعماله
| السنة | الفيلم               | إخراج | كتابة | أخرى | ملاحظات                   |
| ----- | -------------------- | ----- | ----- | ---- | ------------------------- |
| 1995  | صور الروح            | لا    | لا    | نعم  | مساعد مخرج                |
| 1999  | الحنين على الطاولة 8 | نعم   | نعم   | لا   | فيلم قصير                 |
| 2000  | ليلة مع حب سابرينا   | لا    | لا    | نعم  | مساعد مخرج ثان            |
| 2008  | ماما                 | نعم   | نعم   | لا   | فيلم قصير                 |
| 2013  | ماما                 | نعم   | نعم   | لا   | استنادًا للفليم القصير     |
| 2017  | إت: الفصل الأول      | نعم   | لا    | لا   | استنادًا لرواية ستيفن كينغ |
| 2019  | إت: الفصل الثاني     | نعم   | لا    | لا   | استنادًا لرواية ستيفن كينغ |
| 2020  | لوك & كي             | لا    | لا    | نعم  | منتج مسلسل                |

## روابط خارجية
- أندريس موسكيتي على موقع IMDb (الإنجليزية)
- أندريس موسكيتي على موقع روتن توميتوز (الإنجليزية)
- أندريس موسكيتي على موقع ألو سيني (الفرنسية)
- أندريس موسكيتي على موقع أول موفي (الإنجليزية)
- أندريس موسكيتي على موقع بوكس أوفيس موجو (الإنجليزية)
- أندريس موسكيتي على موقع قاعدة بيانات الأفلام السويدية (السويدية)
- أندريس موسكيتي على موقع قاعدة بيانات الفيلم (الإنجليزية)
- أندريس موسكيتي على موقع كينوبويسك (الروسية)